# Aurelia (pel·lícula)
Aurelia és una pel·lícula italiana del 1986 dirigida per Giorgio Molteni l'acció de la qual transcorre al llarg de la carretera homònima.

## Argument
Abans de casar-se el jove científic Tommasso decideix vagar per l'Aurelia cap a Roma on coneix Giudita, amb la que té un afer amorós.

## Repartiment
- Maddalena Crippa: Giuditta
- Fabio Sartor: Tommaso
- Carlo Monni: el camioner
- Nicola Pistoia: el conductor
- Vittorio Crippa: el ciclista
- Severino Saltarelli: el marit neuròtic
- Simona Volpi: la dona desesperada

## Crítica
«Pel·lícula de debut pobre en mitjans però rica en inventiva... Fabulós estil italià "en ruta", prometedor i sense pretensions.» **